# Rodney Thomas II
Rodney Thomas II (Pittsburgh, Pensilvania, 26 de junio de 1998) es un jugador profesional estadounidense de fútbol americano que se desempeña en la posición de safety en Indianapolis Colts, equipo de la National Football League (NFL).

## Carrera
Fue seleccionado en la séptima ronda en la Reunión Anual de Selección de Jugadores de la NFL de 2022. Hizo su debut profesional con el equipo Indianapolis Colts, donde lleva jugando dos temporadas.